# Suzuka
Suzukaは、Flash作成用のフリーウェア。無償ながらも「FLASH MX相当の本格的なアクションスクリプトに対応」していると謳っている。

## 概要
2006年6月28日に初版がリリースされ、その後2008年までバージョンアップを重ねていた。
Parafla!とは、タイムライン方式を採用した点などが大きく異なっている。
視覚的に、Adobe Flashと似たような感覚で作ることができるが、FLAファイルとの互換性は無い。
Suzuka公式サイトではSVGファイルをPDRファイルへ変換するアプリケーションも公開されているほか、ユーザー制作のParaFla!作業ファイル(PFL)とSuzuka作業ファイル(CSF)を互換させるアプリケーション(pfl-csf_save)もある。

## 主な機能
- SWF4(携帯電話用)及び6～8に対応したFlashムービー作成
- FLASH MX相当の本格的なアクションスクリプトに対応（ParaFla!の作者Coaによるclib.dllを使用）
- サウンドのストリーミング再生に対応
- カスタムイージングに対応
- ParaFla!のテキストエフェクトを元にしたエフェクト機能

## 使用できるファイル

### ベクター画像
- PDR - ParaFla!と同作者のドローイングソフトParaDraw専用形式
- SVG・SVGZ　- InkscapeやAdobe Illustratorなどで編集可
- SWF

### ビットマップ画像
- JPEG
- GIF
- BMP
- PNG
- Susieプラグイン使用可

### サウンド
- MP3(サンプリングレート44100Hz・22050Hz・11025Hzのみ)
- Riff WAVE
- Riff MP3
- WAVE（リニアPCM）
- SMAF - 携帯電話(au・SoftBank)用のフォーマット
- MFi - Melody Format for iMode
- SMF

### 動画
- FLV - コーデックはSorenson H.263 / On2 VP6 (With Alpha) 音声はMP3のみ